# TARGET2

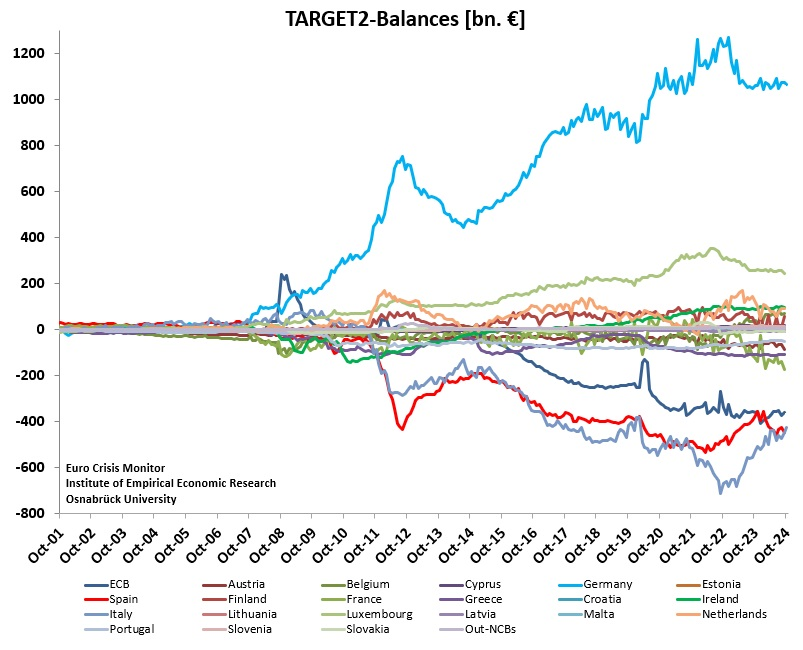
Salda wybranych państw eurosystemu w TARGET2 w latach 2001–2024

TARGET2 (ang. Trans-European Automated Real-Time Gross Settlement Express Transfer System, Transeuropejski Zautomatyzowany Błyskawiczny System Rozrachunku Brutto w Czasie Rzeczywistym) – transeuropejski zautomatyzowany błyskawiczny system rozrachunku brutto w czasie rzeczywistym dla waluty euro, przeprowadzany w pieniądzu banku centralnego. TARGET 2 jest jednolitą platformą techniczną, składającą się z narodowych systemów rozliczeń brutto w czasie rzeczywistym (tzw. RTGS). Składowe systemy rozliczeń stanowią tzw. komponenty TARGET2. Są one prowadzone przez Europejski Bank Centralny oraz krajowe banki centralne Eurosystemu i pozostałych państw członkowskich, których walutą nie jest euro, ale które podpisały odpowiednią umowę z Europejskim Bankiem Centralnym.
TARGET2 ma kluczowe znaczenie dla realizacji podstawowego zadania Eurosystemu, tj. urzeczywistniania polityki pieniężnej Unii oraz wspierania sprawnego funkcjonowania systemów płatniczych. TARGET2 umożliwia szybkie i bezpieczne prowadzenie rozliczeń między bankami z różnych krajów, wzmacniając płynność europejskiego systemu finansowego. System umożliwia bankom redukcję kosztów rozliczeń i stwarza im możliwość scentralizowanego zarządzania płatnościami.
System TARGET2 został uruchomiony w 2007 r. pod nadzorem Europejskiego Banku Centralnego i zastąpił wcześniejszy system TARGET. TARGET2 został zbudowany i jest obsługiwany na rzecz Eurosystemu przez trzy banki centralne państw członkowskich, tj. Deutsche Bundesbank, Banque de France oraz Banca d’Italia; funkcjonuje jako jednolita platforma, na której składanie i przetwarzanie wszystkich zleceń płatniczych oraz otrzymywanie płatności odbywa się na takich samych zasadach technicznych, co w poprzednim systemie TARGET.
Podstawowymi funkcjami systemu TARGET 2 są:
- przetwarzanie zleceń płatniczych w systemach będących jego komponentami,
- rozliczanie transakcji związanych z systemami zewnętrznymi,
- utrzymywanie funkcji płynności w Eurosystemie.

Narodowy Bank Polski przystąpił do systemu TARGET2 w dniu 19 maja 2008 r., uruchamiając polski komponent systemu TARGET2 o nazwie TARGET2-NBP. Na koniec 2012 r. bezpośrednimi uczestnikami systemu TARGET2-NBP były 23 podmioty (NBP, KIR, KDPW S.A. i 20 banków komercyjnych).